# Tivatski Zaliv
Tivatski Zaliv är en vik i Montenegro. Den ligger i den sydvästra delen av landet. Viken är en del av Kotorbukten.